# Jaskólskiite
La jaskólskiite è un minerale appartenente al gruppo della serie degli omologhi alla meneghinite.